# Максим Потирніке
Максим Потирніке (рум. Maxim Potîrniche; 13 червня 1989, Кишинів, Молдавська РСР) — молдавський футболіст, захисник клубу «Петрокуб» та збірної Молдови.

## Кар'єра

### Клубна
Максим Потирніке у дитинстві відвідував дитячо-юнацьку школу, пізніше виступав за юнацьку команду « Сфинтул Георге» та за дубль «Рапіда». У 2008 році підписав контракт із дорослою командою «Академія УТМ», у складі якої дебютував у Національному дивізіоні. У кишинівському клубі Максим грав під керівництвом Віталія Кулібаби, Олега Беженара та Ігоря Добровольського, загалом провів 103 матчі у вищій лізі Молдови. На початку 2012 року Максим Потирнике та молдавський нападник Раду Гинсарі перебували на перегляді в англійському клубі «Борнмут», який виступав тоді в третьому за силою дивізіоні чемпіонату Англії, але закріпитися там не змогли . У вересні 2012 року підписав контракт із командою «Іскра-Сталь»: за рибницький клуб Максим зіграв 12 матчів. У березні 2013 року поїхав до білоруського клубу « Білшина», за який провів 23 ігри та забив один м'яч. На початку 2014 року Потирніку підписав короткостроковий контракт на півроку з командою « Рибник», яка виступає у першій лізі Польщі, але закріпитися тут не зміг, за польський клуб він провів лише три гри. У липні 2013 року Максим перейшов до кишинівського «Зімбру», де відіграв 12 матчів чемпіонату Молдови. У березні 2015 року підписав контракт з тираспольським «Шерифом». За підсумками матчу 30 туру чемпіонату 2014/15 року проти «Зімбру» Потирніку отримав пам'ятний приз від компанії «Інтерднестрком» як найкращий гравець матчу. 24 травня 2015 року виграв із командою Кубок Молдови 2014/15. 25 липня став володарем Суперкубку Молдови 2015 року: матч проти « Мілсамі» закінчився з рахунком 3:1.

### Міжнародна
Максим Потирніке виступав за молодіжну збірну Молдови. 10 серпня 2011 року дебютував за національну команду в товариському матчі проти Кіпру. Усього за збірну провів 4 матчі, востаннє викликався у 2012 році.

## Досягнення
Шериф
- Володар Кубка Молдови (2): 2014/15, 2015/16
- Бронзовий призер чемпіонату Молдови (1): 2014/15
- Володар Суперкубку Молдови (1): 2015